# Pedro Quartucci
Pedro Quartucci (født 30. juli 1905 i Buenos Aires, død 20. april 1983 i Buenos Aires) var en argentinsk bokser som deltog i de olympiske lege 1924 i Paris.
Quartucci vandt en bronzemedalje i boksning under Sommer-OL 1924 i Paris. Han fik tredje plads i vægtklassen fjervægt. Der kom 24 boksere fra 17 lande som stillede op i vægtklassen. Quartucci tabte i semi-finalen til Joseph Salas fra USA som tabte i finalen til sin landsmand Jackie Fields.
Quartucci var med i flere Agentinske film og tv-serier mellem 1931 og 1980.